# Лундин, Августа

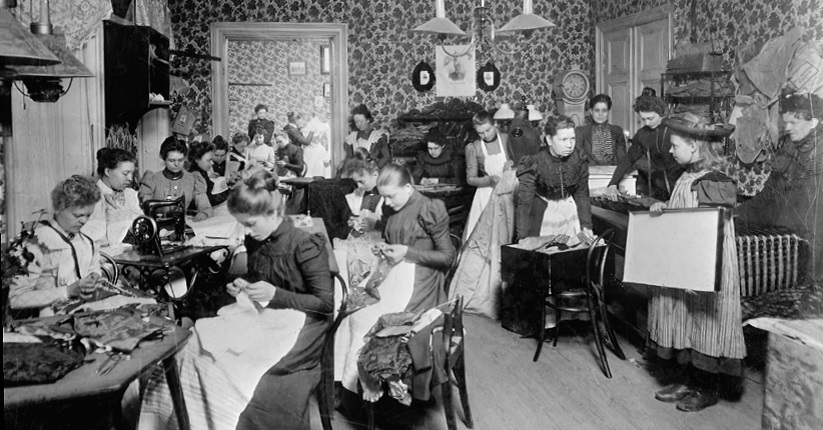
Швейная мастерская Августы Лундин

Августа Лундин (швед. Augusta Lundin, 13 июня 1840 — 20 февраля 1919) — шведская швея и дизайнер.

## Биография
Августа Лундин родилась в 1840 г. в Кристианстаде. Она была дочерью портного Андерса Лундина и Кристины Андерсдоттир. У неё были четыре сестры, в том числе Хульда Лундин, и брат.
Августа с детства училась профессии швеи. Повзрослев, она уехала в Стокольм, где с 1863 по 1865 гг. работала в фирме Эммы Хелльгрен по производству шляп, в 1865—1867 гг. в студии моды C.L, Flory & Co. В 1867 г. она открывает собственную студию, в чём её поддержали сёстры, помогая с поиском клиентов и опытного персонала для мастерской. Другой причиной успеха Августы было знакомство со шведским бизнесменом Отто Бобергом.
Каждый год Августа ездила в Париж в поисках идей. Она ввела в Швеции французский способ пошива платьев, когда каждая часть одежды изготавливается отдельно. В 1886 г. она придумала современное платье без корсета и турнюра — как раз в Швеции ширилось движение Svenska drägtreformföreningen по реформированию громоздкой женской одежды в нечто более лёгкое и здоровое. Ателье Августы пользовалось успехом — в число её клиенток входили Сельма Лагерлёф, Жозефина Лейхтенбергская и София Нассауская. Ателье Августы Лундин интересовало и клиентов из Дании, Норвегии, Финляндии и России. 31 октября 1892 г. Августа Лундин стала официальной портнихой королевы Софии: на приёме во дворце она продемонстрировала модели изготовленной в её ателье одежды. Вначале в компании шили одежду только женщины, но с 1910 г. начали брать и мужчин.
Августа заботилась и о своих работницах: в 1880 г. она вошла в сообщество портних, а в 1890 г. ввела для швей 12-часовой рабочий день и двухнедельный летний отпуск, что в те времена было чем-то немыслимым.
Августа скончалась в 1919 г., завещав свою компанию племянникам. Но в последующие годы компания столкнулась с проблемами из-за изменившейся моды и развития швейной промышленности и окончательно закрылась в 1939 г.